# Pont Duplessis
Pour les articles homonymes, voir Duplessis.
Ne doit pas être confondu avec Pont Maurice-Duplessis.
Le pont Duplessis est un pont routier divisé en deux sections qui traverse la rivière Saint-Maurice dans la ville de Trois-Rivières au Québec en passant par l'île Saint-Christophe sur la route 138 et Chemin du Roy. Le pont fut inauguré le 6 juin 1948 par Maurice Le Noblet Duplessis, alors premier ministre du Québec.

## Histoire

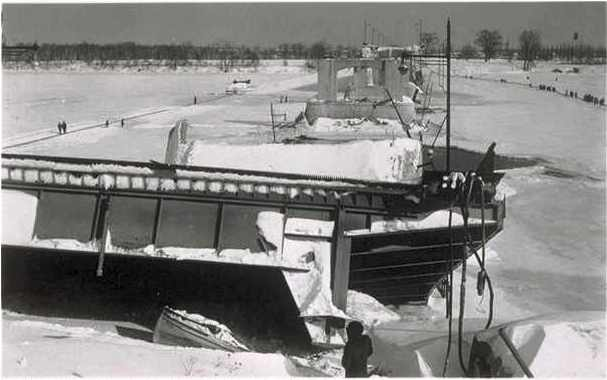
Effondrement de 1951.

La construction du pont débute le 28 juin 1946 et le pont est ouvert à la circulation en décembre 1947. Le coût du projet est évalué à 2 230 000 $.
Le 27 février 1950, une fissure vient affaiblir la section Est du pont. Cinq jours plus tard, une autre fissure est détectée sur la section Ouest. Vers 2 h 55 dans la nuit du 31 janvier 1951, par grand froid (entre −30 °C et −32 °C) et avec un faible chargement, le pont s'effondre sous son propre poids en raison de la diminution de la ténacité de l'acier à cette température. Quatre travées de la section Ouest se brisent en plongeant dans la rivière. Quatre personnes meurent lors de cet incident. Le pont est reconstruit et ouvert le 12 novembre 1953. On utilisera cette fois quatre poutres d'acier au lieu de deux et on ajoutera 82 poutres de renfort. Durant les travaux, le transport est assuré par un pont Bailey et deux petits transbordeurs. Un bateau-passeur, le Bienville, viendra également faire la navette entre Cap-de-la-Madeleine et Trois-Rivières.

## Caractéristiques

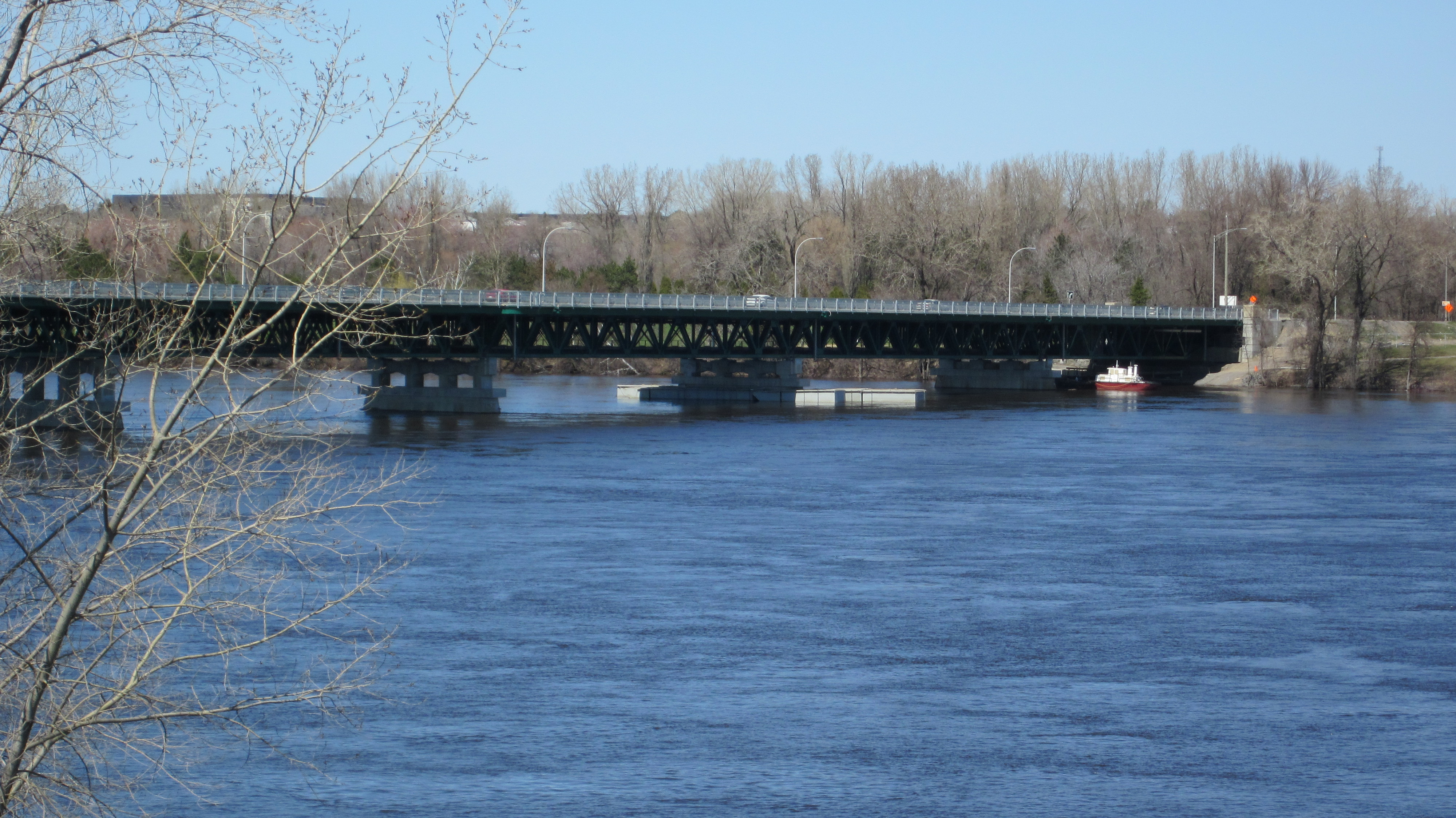
Section est.

La structure consiste en fait en deux ponts situés sur le chenal Ouest et sur le chenal Est de la rivière Saint-Maurice.
La section Ouest, d'une longueur de 405,4 m s'étend de Trois-Rivières à l'île Saint-Christophe. Elle est composée de six travées de 54,8 m et de deux travées de 45,7 m.
La section Est, a une longueur de 195 m et rejoint l'ancienne ville de Cap-de-la-Madeleine. Elle est composée de trois travées de 42,6 m et de deux travées de 33,5 m.
Le tablier du pont est formé par deux poutres métalliques pleines distancées de 9,75 m. Avec deux trottoirs de 1,5 m de largeur chacun, la largeur hors-tout du pont Duplessis est de 12,8 m.